# C'est la crise !
C'est la crise ! est une sitcom française en quinze épisodes de 26 minutes créée par Anne Roumanoff, qui en est également l'actrice principale, et diffusée entre le 11 avril 2013 et le 9 mai 2013 sur Comédie+. La série a pour particularité de mettre en scène un grand nombre d'humoristes. Elle a reçu un bon accueil critique.

## Synopsis
Habituée à un certain train de vie, Anne Desjardins (Anne Roumanoff) se voit contrainte de reprendre le travail après la faillite de l'entreprise de son mari architecte Martin (Martin Matte). Elle se fait embaucher au sein de la chaîne d'information en continu Info TV grâce à l'aide de son amie Claudia (Claudia Tagbo). Elle y est une des plus vieilles employées et découvre le curieux personnel de cette entreprise : le présentateur pistonné et incompétent Arnaud (Arnaud Ducret), l'arriviste journaliste Sidonie (Caroline Vigneaux), la fainéante hôtesse d'accueil Bérengère (Bérengère Krief) et d'autres. Son mari quant à lui tente de retrouver du travail en période de crise et découvre les joies des tâches ménagères.

## Distribution
- Anne Roumanoff : Anne Desjardins
- Martin Matte : Martin Desjardins
- Claudia Tagbo : Claudia/Aminata
- Arnaud Ducret : Arnaud
- Caroline Vigneaux : Sidonie
- Michel Scotto di Carlo : Le patron d'Anne
- Bérengère Krief : Bérengère
- Xavier Letourneur : Le supérieur d'Anne
- Nicolas Pinson : Nicolas Feuillebois
- Michel Vivacqua : Bruno
- Léana Doucet : Zoé Desjardins, la benjamine
- Eythan Solomon : Théo Desjardins, le fils
- Manon Lanneau-Guibbert : Anaïs Desjardins, l'aînée
- Ali Karamoko : Mansour
- Chantal Ladesou : Chantal (la mère de Martin)
- Fabrice Blind : Présentateur météo
- Sir John : Bodo (le petit copain de Chantal)
- Anne-Sophie Girard : La journaliste dépressive
- Jean-Claude Matthey : Acheteur dans un magasin

La série compte également beaucoup d'apparitions d'humoristes et comédiens français et québécois :
Priscilla Attal, Marina Tome, Élisabeth Buffet, Pierre Brassard, Amelle Chahbi, Denis Maréchal, Éric Antoine, Marie Pape, Kev Adams, Oudesh Rughooputh, Olga Sékulic, Olivier de Benoist, Isabeau de R., Jérémy Ferrari, Constance Pittard, Kader Taibaoui, Dominique Frot, Willy Rovelli, Albert Meslay, Noémie de Lattre, Aude Thirion, Florence Darel, Karine Lyachenko, Mathieu Madénian, Rosine Favey, Laurent Saint-Gérard, Cyril Garnier, Guillaume Sentou, Jean-Lou de Tapia, Bruno Hausler, Dailly Moon, Benjamin Bourgeois, Brice Hillairet, Isabelle Parsy, Sellig, Stéphane Heiser, Bénédicte Choisnet, Arsène Mosca, Gil Galliot, Diane Barthélémy, Yana Torterotot, Yannick Vabre, Christine Berrou, Julien Ratel, Philippe Urbain, Rayane Bouaita, Ilan Kassabi, Raphaël Kaney, Xavier Lemaître, Gilles Louzon, Frédéric Broeckx, Patrick Hamel, Chris Deslandes, John Eledjam, Sandra Gabriel, Calixte de Vallée, Amselme de Vallée, Frédérick Sigrist, Cécile Giroud, Sophie Garric, Nicolas Audebaud et François Hatt.

## Scénaristes
Anne Roumanoff, Olivier Mikael, François Avard, Vincent Ravalec, Gaëlle Bellan, Fabrice Blind, Pierre-Bruno Rivard.

## Épisodes
1. C'est la ruine
2. Nouvelle vie
3. Au boulot.
4. Oh la vache !
5. Mamie cougar
6. Rumeurs de rachat
7. Douche froide
8. Le présentateur météo
9. Un méchant virus
10. Joyeux Noël quand même !
11. L'anniversaire
12. Tournage à domicile
13. Un père parfait ?
14. Les copines de mon père
15. Le vide-grenier

## Diffusion
- France - Comédie + - 2013 (rediffusion 2014)
- Suisse - RTS 2 - 28 octobre 2014 au 10 février 2015[2] (épisodes 1 à 10) puis du 28 avril 2015 au 2 juin 2015 (épisodes 11 à 15)[3]